# The Man Who
| 전문가 평가          | 전문가 평가 |
| 평가 점수            | 평가 점수   |
| 출처                 | 점수        |
| -------------------- | ----------- |
| AllMusic             | [ 1 ]       |
| The Boston Phoenix   | [ 2 ]       |
| Entertainment Weekly | A           |
| The Guardian         | [ 4 ]       |
| Los Angeles Times    | [ 5 ]       |
| NME                  | 6/10        |
| Pitchfork            | 7.8/10      |
| Rolling Stone        | [ 8 ]       |
| USA Today            | [ 9 ]       |
| The Village Voice    | B−          |

《The Man Who》는 스코틀랜드의 록 밴드 트래비스의 두 번째 스튜디오 음반이다. 이 음반은 1999년 5월 24일, 인데펜디엔테를 통해 발매되었다. 이는 데뷔 음반 《Good Feeling》의 록키한 톤에서 벗어나 밴드의 음악적 방향의 변화를 보았다. 이번 음반에서는 〈Writing to Reach You〉, 〈Driftwood〉 등 4곡의 싱글곡이 발표되었고, 톱 10 히트곡인 〈Why Does It Always Rain on Me?〉와 〈Turn〉도 발매되었다.
《The Man Who》는 처음에는 양극화된 비판적 반응과 느린 판매를 받았지만, 〈Why Do It Always Rain on Me?〉의 성공과 1999년 글래스톤베리 페스티벌에 출연한 밴드로 인해 결국 영국 음반 차트에서 11주간 1위를 차지하며 밴드에 국제적인 인정을 받았다. 콩코드 뮤직에 따르면 2018년 기준으로 《The Man Who》는 전 세계적으로 350만장 이상이 팔렸다. 이 음반은 2010년 브릿 어워드가 선정한 지난 30년간 최고의 영국 음반 후보에 오른 10장의 음반 중 하나이기도 했지만, 결국 오아시스의 《(What's the Story) Morning Glory?》에 패했다.

## 배경 및 녹음
《The Man Who》는 나이절 고드리치가 프로듀서를 맡았고 마이크 헤지스의 프랑스 샤토에서 녹음했다. 이 밴드는 런던의 RAK 스튜디오와 애비 로드 스튜디오에서 녹음을 계속했다. 대부분의 곡들은 밴드의 데뷔 음반인 《Good Feeling》이 발매되기도 전에 작곡되었고, 〈Writing to Reach You〉, 〈The Fear〉, 〈Luv〉는 1995년~1996년에 펜으로 쓰였으며, 〈As You Are〉, 〈Turn〉, 〈She's So Strange〉는 1993년까지 거슬러 올라가며 초기 《Glass Onion》 EP까지 거슬러 올라간다.
《The Man Who》라는 제목은 신경과 전문의 올리버 색스가 쓴 책 《아내를 모자로 착각한 남자(The Man Who Mistook His Wife for a Hat)》에서 따왔다. 이 음반의 소매 쪽지에는 음반 발매 몇 달 전에 사망한 영화 감독 스탠리 큐브릭에 대한 헌신이 담겨 있다.

## 유산
2006년, 《The Man Who》는 《Q》에 의해 역대 70번째로 위대한 음반으로 선정되었다. 2010년 브릿 어워드에서 이 음반은 오아시스의 《(What's the Story) Morning Glory?》에 밀려 지난 30년간 베스트 앨범상 후보에 올랐다. 이 음반은 《죽기 전에 꼭 들어야 할 앨범 1001》에 포함되어 있었다. 《The Man Who》는 2016년 5월 현재 영국에서 268만7,500장이 팔렸다.

## 곡 목록
모든 곡들은 특별한 언급이 없는 한 프랜시스 힐리에 의해 작사/작곡하였다.
| #   | 제목                               | 작사·작곡         | 재생 시간 |
| --- | ---------------------------------- | ----------------- | --------- |
| 1.  | 〈Writing to Reach You〉           |                   | 3:41      |
| 2.  | 〈The Fear〉                       |                   | 4:12      |
| 3.  | 〈As You Are〉                     |                   | 4:14      |
| 4.  | 〈Driftwood〉                      |                   | 3:33      |
| 5.  | 〈The Last Laugh of the Laughter〉 |                   | 4:20      |
| 6.  | 〈Turn〉                           |                   | 4:24      |
| 7.  | 〈Why Does It Always Rain on Me?〉 |                   | 4:25      |
| 8.  | 〈Luv〉                            | 힐리, 애덤 시모어 | 4:55      |
| 9.  | 〈She's So Strange〉               |                   | 3:15      |
| 10. | 〈Slide Show〉                     |                   | 10:30     |

| #   | 제목                                   | 재생 시간 |
| --- | -------------------------------------- | --------- |
| 4.  | 〈Driftwood (Alternative Version)〉    | 3:11      |
| 11. | 〈Blue Flashing Light (Hidden Track)〉 | 3:43      |
| 12. | 〈20 (Hidden Track)〉                  | 3:01      |
| 13. | 〈Only Molly Knows (Hidden Track)〉    | 2:56      |

## 인증
| 국가       | 인증        | 판매량/출하량 |
| ---------- | ----------- | ------------- |
| 영국 (BPI) | 9× 플래티넘 | 2,687,500     |